# 反调节水库
反调节水库（re-regulation reservoir），是建在大型水库下游不远处河道上，用于调节大型水库发电下泄水流流量，以利于下游河段的航运、供水、灌溉的正常用水。
通常情况下，大型水库担任电网的调峰调频、事故备用等“日调节”任务，导致发电下泄流量忽大忽小、时断时续，不能满足下游航运与饮水需要。因此，需要建设反调节水库，使整个水利枢纽下泄的流量平稳，满足下游航运、调水需求。并能提高梯级电站的发电能力。

## 反调节水库列表
- 西霞院水库：小浪底水库
- 葛洲坝水利枢纽：三峡水库